# Arrondissement Grenoble
Arrondissement Grenoble (fr. Arrondissement de Grenoble) je správní územní jednotka ležící v departementu Isère a regionu Rhône-Alpes ve Francii. Člení se dále na 273 obcí.

## Kantony (do 2014)
- Allevard
- Le Bourg-d'Oisans
- Clelles
- Corps
- Domène
- Échirolles-Est
- Échirolles-Ouest
- Eybens
- Fontaine-Sassenage
- Fontaine-Seyssinet
- Goncelin
- Grenoble-1
- Grenoble-2
- Grenoble-3
- Grenoble-4
- Grenoble-5
- Grenoble-6
- Mens
- Meylan
- Monestier-de-Clermont
- La Mure
- Pont-en-Royans
- Rives
- Roybon
- Saint-Égrève
- Saint-Étienne-de-Saint-Geoirs
- Saint-Ismier
- Saint-Laurent-du-Pont
- Saint-Marcellin
- Saint-Martin-d'Hères-Nord
- Saint-Martin-d'Hères-Sud
- Le Touvet
- Tullins
- Valbonnais
- Vif
- Villard-de-Lans
- Vinay
- Vizille
- Voiron